# Akaki Chkhenkeli
Akaki Chkhenkeli (in georgiano აკაკი ჩხენკელი?; Okumi, 1874 – Parigi, 5 gennaio 1959) è stato un politico georgiano socialdemocratico che agì come uno dei leader del movimento menscevico in Russia e Georgia.
Nel 1918 servì come primo ministro e ministro degli Esteri della Repubblica Federativa Democratica Transcaucasica, per poi diventare ministro degli Esteri della Repubblica Democratica di Georgia. Nel 1921 fu nominato ministro georgiano in Francia, anche se non poté prestare servizio quando l'Armata Rossa invase la Georgia. Suo fratello minore era il linguista Kita Tschenkéli.

## Biografia
Nacque nella città di Okumi, in Georgia, allora parte della Russia imperiale, da una famiglia nobile. Laureato alle università di Kiev, Berlino e Londra, era un avvocato ed esperto di letteratura. Aderì al movimento socialdemocratico nel 1898 e si schierò con la fazione menscevica nel 1903. Fu coinvolto nella rivoluzione russa del 1905 e in seguito, per breve tempo, fu arrestato. Venne eletto alla Quarta Duma di Stato dove sostenne l'autodeterminazione dei popoli della Russia. Dopo la Rivoluzione di febbraio del 1917, lavorò per il Comitato speciale transcaucasico come commissario per gli affari interni e fu eletto nel giugno 1917 a membro del Comitato esecutivo centrale panrusso. Fu determinante nel convincere i sovietici a invertire la cessione di Gagra e delle aree a ovest del fiume Bzyb alla Russia nel 1904.
Nel marzo 1918 guidò una delegazione a Trebisonda per negoziare con l'Impero ottomano sul territorio che era stato ceduto con il Trattato di Brest-Litovsk, ossia Batumi; poiché la Georgia non era stata consultata, gli ottomani non erano disposti a cedere il territorio. La delegazione ottomana si rifiutò di ascoltare le richieste poiché i georgiani non erano parte del trattato e non avevano uno stato riconosciuto. Entro il 10 aprile Chkhenkeli accettò di utilizzare il Trattato come base per i negoziati, sebbene ciò fosse in gran parte una formalità, poiché le forze ottomane avevano occupato la maggior parte del territorio che era stato loro promesso.
Chkhenkeli fu primo ministro e ministro degli esteri della Repubblica Federativa Democratica Transcaucasica, che univa Armenia, Azerbaigian e Georgia; il suo gabinetto rifletteva la diversità della repubblica, con gli armeni che ricoprivano quattro posizioni, gli azeri cinque e i georgiani quattro. Chkhenkeli dichiarò cinque obiettivi principali per il nuovo stato: redigere una costituzione; finalizzare i suoi confini; porre fine alla guerra; reprimere l'anarchia all'interno dello Stato; e la riforma agraria.
Con la continua pressione delle forze ottomane, Chkhenkeli esortò gli altri leader georgiani che l'indipendenza per la Georgia fosse la migliore linea d'azione, alla quale infine acconsentirono, con l'istituzione della Repubblica Democratica di Georgia il 26 maggio 1918 e con Chkhenkeli che rimase ministro degli esteri. In questa veste firmò un trattato di protezione con le forze tedesche nel Caucaso e si recò a Berlino per ulteriori negoziati. Con la conclusione della guerra e la sconfitta della Germania, Chkhenkeli, che era filo-tedesco, fu sostituito come ministro degli Esteri da Evgeni Gegechkori, che era maggiormente filo-francese. Guidò la delegazione georgiana alla Conferenza di pace di Parigi, ma non ottenne nulla per la Georgia.
Fu eletto all'Assemblea costituente della Georgia nel 1919. Il 26 gennaio 1921 il governo georgiano lo nominò ministro in Francia; tuttavia nel giorno in cui presentò le sue credenziali al presidente francese, il 26 febbraio l'Armata Rossa, nello stesso giorno, occupò Tbilisi, ponendo di fatto fine alla Repubblica Democratica di Georgia. Rimase in esilio a Parigi e si oppose all'Unione Sovietica fino alla sua morte nel 1959.